# Rafa Gutiérrez Muñoz
Rafael Gutiérrez Muñoz (Madrid, 11 de abril de 1960), más conocido como Rafa Gutiérrez, es un músico español conocido principalmente por ser guitarrista de la banda de pop rock Hombres G. También ha sido el impulsor de proyectos alternativos como Saltimbankins, Rafa & Co. y Mr. Banki, en los que explora sonidos que van desde el power pop hasta el avant-garde.

## Biografía y carrera

### 1960-1982: primeros años y formación musical
Rafa Gutiérrez nació en un barrio de Madrid conocido como «la Cruz de los Caídos». Creció en una familia aficionada a la música: su hermano mayor, Felipe Lipe, formó parte del grupo Tequila, banda de gran relevancia en los años setenta. Al ver la trayectoria de su hermano, decidió aprender a tocar la guitarra por su cuenta, de manera autodidacta. Tras varias experiencias musicales, formó el grupo Plástico, activo durante la Movida madrileña, lo que le permitió relacionarse con numerosos artistas de la escena local.

### 1982-1992: Hombres G y éxito internacional
En 1982 conoció a David Summers, Daniel Mezquita y Javier Molina, con quienes fundó en 1983 la banda de pop rock Hombres G. Durante los años 80, el grupo experimentó un éxito masivo gracias a sencillos como «Devuélveme a mi chica» y «Venezia», y participó en dos películas: Sufre mamón (1987) y Suéltate el pelo (1988). Durante esta etapa, Gutiérrez desarrolló un estilo de guitarra muy característico, combinando influencias del punk rock y del new wave con un sentido melódico cercano al pop.
En 1992 la banda se separó temporalmente tras casi una década de intensa actividad, con numerosas giras por España y Latinoamérica.

### 1992-2002: proyectos alternativos y evolución musical
Tras la disolución temporal de Hombres G, Rafa Gutiérrez siguió su camino en la música con otros proyectos donde experimentó con estilos diferentes. Formó Saltimbankins para poder grabar sus temas y también formó juanto a Ernesto García Puche Rafa & Co. junto a Ernesto García Puche. De manera paralela, se involucró en iniciativas más personales como Mr. Banki, explorando nuevas tendencias musicales y tecnologías de sonido.

### 2002-presente: reunión de Hombres G y grandes giras
En 2002, Hombres G anunció su regreso con el disco Peligrosamente juntos, que incluyó temas nuevos y versiones actualizadas de sus grandes éxitos. Desde entonces, la banda no ha parado de girar, ampliando su mercado a Estados Unidos, donde se presentaron en recintos como el Radio City Music Hall de Nueva York y el Hollywood Bowl en Los Ángeles. Con más de 40 años de trayectoria musical, Rafa Gutiérrez continúa combinando la faceta clásica de Hombres G con la exploración de nuevos sonidos y la adaptación a las tecnologías digitales que surgen en la industria.

## Estilo e influencias
Rafa Gutiérrez ha mencionado en varias entrevistas que es admirador de grandes figuras de la guitarra como Jimi Hendrix, Rory Gallagher, Steve Vai, David Gilmour o Billy Gibbons (ZZ Top), y en concreto a Jeff Beck y Eddie Van Halen como referentes fundamentales en la evolución de su estilo. Además, ha reconocido la influencia de bandas de los 70 y 80 como Pink Floyd, Genesis, The Clash o Sex Pistols. 

## Equipo e instrumentos
Su primera guitarra fue una Telecaster sin marca, comprada de segunda mano por 10.000 pesetas. Más tarde obtuvo una Stratocaster Squier y una Gibson SG. A lo largo de su carrera, ha utilizado amplificadores como Peavey Bandit, Gallien Krueger, Roland Jazz Chorus, VOX AC30, además de distintos pedales de distorsión, chorus, compresión y afinadores. En proyectos personales ha explorado herramientas como el Whammy y pedaleras multiefectos. Rafa ha mencionado numerosas veces la importancia de la segunda mano para encontrar guitarras con un sonido único. Ha utilizado aplicaciones como ToneBridge y Blackstar, para emular amplificadores para tocar en directo.